# Calhoun County (Texas)
Calhoun County je okres ve státě Texas v USA. K roku 2010 zde žilo 21 381 obyvatel. Správním městem okresu je Port Lavaca. Celková rozloha okresu činí 2 673 km².